# Antonio Ruiz Uribe
Antonio Ruiz Uribe (Concepción, 1765 - 3 avril 1838) est le fils de Don Guillermo Ruiz et Doña Juana Uribe. Au Couvent de San Francisco de Concepción, il étudie la philosophie et théologie, recevant le titre de docteur. Il est ordonné prêtre (1793) et est chapelain de cœur, diacre de Ninhue et sert, entre 1796 et 1804, la vice-paroisse de Cuyuname ; en 1804, il passe à la place Saint Pierre, qu'il sert brièvement.
Par opposition, il gagne la paroisse de Ranquil (1804) et quitte celle-ci accompagné de son frère Pastor Ruiz, qui lui servait de diacre lieutenant. Il y est en poste jusqu'en 1816. Il esut un puissant auxiliaire de la cause patriote au cours de l'indépendance du Chili. Élu député suppléant pour Lautaro en 1823, il n'arrive pourtant pas à s'intégrer en tant que titulaire au Congrès du Chili. En 1825, il est élu député titulaire, représentant à Valdivia et La Union.
En 1826, il est nommé chanoine de Concepción et par la mort du vicaire capitulaire, Don Isidro Pineda, le Cabildo metropolitano eclesiástico le nomme en poste en 1830. Il reste peu de temps en poste. Lors de l'arrivée de José Ignacio Cienfuegos, nouvel évêque, il est obligé de renoncer à son poste.